# Piet Van Eeckhaut
Pierre (Piet) Van Eeckhaut (Aalst, 10 oktober 1939 –  Internationale Wateren, 1 juli 2014) was een Belgisch advocaat en politicus voor sp.a.

## Levensloop

### Jeugd
Hij werd geboren in Aalsterse arbeiderswijk Mijlbeek, aan de rechteroever van de Dender, als oudste in een gezin met vier zonen. Zijn vader was meestergast bij de spoorwegen, zijn moeder was een tijdlang bonnetteriearbeidster. Later werd ze huisvrouw. Het gezin behoorde tot de Aalsterse daensistische traditie, waarbij de aandacht uitging naar het sociale, christelijke en Vlaamsgezinde. In zijn jeugd was hij lid van de lokale scoutsbeweging.
Hij volgde zijn lagere en middelbare studies aan het Koninklijk Atheneum Aalst, alwaar hij Grieks-Latijnse humaniora volgde. Vervolgens studeerde hij rechten en wijsbegeerte in Gent. Hij was er voorzitter van het Katholiek Universitair Centrum. Ongeveer tegen het einde van zijn studies werd hij ongelovig. 

### Professionele carrière
Hij vestigde zich in Gent als advocaat. Hij liep stage bij meester Van de Kerckhove, die een bekend socialist was. Zo kwam hij zelf bij de socialistische partij terecht. Hij vervulde zijn legerdienst in 1964-1965 en was gekazerneerd in het 6e Linie bataljon op de Luchtbal te Antwerpen. Hij werd ingelijfd bij het tweede peloton fuseliers die geselecteerd werden om deel te nemen aan WISTOFU (wisselbeker voor stormfuseliers) waarbij hij om fysische reden moest afhaken en overgeplaatst werd naar het eerste peloton. In 1964 pleitte hij voor een kamergenoot van het tweede peloton die voor de Krijgsraad moest verschijnen wegens vaandelvlucht. Piet bekwam de vrijspraak en de milicien kon opnieuw zijn plaats in het 2de peloton vervoegen. Volgens Kapitein Commandant Vangerven CSM was dit nooit eerder gebeurd.  
In 1965 won hij de eerste prijs tijdens een pleitwedstrijd van het Verbond der Belgische Advocaten en in 1968 de eerste Georges Debra-pleitwedstrijd van de Vlaamse Conferentie der Balie van Gent.
In april 1972 pleitte hij zijn eerste assisenzaak van in totaal 102. Hij werd bekend door enkele spraakmakende rechtszaken.
Daarnaast was hij in 1970 openingsredenaar van de Vlaamse conferentie van de Gentse Balie en was hij stafhouder van 1991 tot 1993.
Van Eeckhaut kreeg uit zijn twee huwelijken drie dochters, waarvan er twee actief werden aan de balie van Gent. Liesbet en Els zijn actief in de Gentse politiek. Nina werd strafpleiter.
Hij was ook een van de auteurs van het in februari 2008 geschreven manifest van de Gravensteengroep.

### Politiek
In 1970 nam hij voor het eerste deel aan lokale verkiezingen in Gent. Hij viel in deze periode op, door verschillende persoonlijke tussenkomsten. Dit was opmerkelijk aangezien er in deze periode een traditie bestond van een zwijgende meerderheid, waarbij uitsluitend de fractieleiders het woord voerden tijdens openbare zittingen. Toen hij zich na het ontslag van Amedée De Keuleneir kandidaat stelde als fractieleider, werd hij echter niet verkozen.
In 1976 werd hij vanop de vierde plaats verkozen met ongeveer 3000 voorkeurstemmen, en werd hij schepen van Onderwijs en Toerisme in de CVP-BSP-coalitie onder leiding van burgemeester Placide De Paepe. In 1979 weigerde hij in deze functie een voorstelling van de musical Snoepjes te laten doorgaan. Als argument stelde hij dat deze voorstelling, die handelde over pedofilie, niet thuishoorde in een onderwijsinstelling.
Van Eeckhaut was sinds 1984 fractieleider van de SP in de Oost-Vlaamse provincieraad. Van 1994 tot 2006 was hij provincieraadsvoorzitter. In 2006 werd hij als lijstduwer op de sp.a-lijst tegen zijn verwachting in opnieuw verkozen en nam zijn zetel niet meer op.
Hij overleed onverwachts tijdens een vakantie in Turkije op 74-jarige leeftijd.